# Eduardo Fischer
Eduardo Aquiles Fischer (Joinville, Brasil, 25 de marzo de 1980) es un nadador retirado especializado en pruebas de estilo braza. Fue medalla de bronce en la prueba de 50 metros braza en el Campeonato Mundial de Natación en Piscina Corta de 2002.
Representó a Brasil en los Juegos Olímpicos de Sídney 2000 y Atenas 2004.

## Palmarés internacional
| Campeonato Mundial de Natación en Piscina Corta | Campeonato Mundial de Natación en Piscina Corta | Campeonato Mundial de Natación en Piscina Corta | Campeonato Mundial de Natación en Piscina Corta |
| Año                                             | Lugar                                           | Medalla                                         | Prueba                                          |
| ----------------------------------------------- | ----------------------------------------------- | ----------------------------------------------- | ----------------------------------------------- |
| 2002                                            | Moscú ( Rusia)                                  | Medalla de bronce                               | 50 m braza                                      |